# نمبلا
نمبلا (به اسپانیایی: Nombela) یک شهرستان در اسپانیا است که در استان تولدو واقع شده‌است.

## خصوصیات
نمبلا ۱۲۲ کیلومترمربع مساحت و ۹۸۱ نفر جمعیت دارد و ۴۹۸ متر بالاتر از سطح دریا واقع شده‌است.